# CLASA
La Cinematográfica Latinoamericana, S.A., conocida por sus iniciales CLASA, fue una compañía de producción de cine cuyo auge se dio durante la Época de Oro del cine mexicano. Fue fundada en 1935 por Aarón Sánenza, Agustín Legorreta, Salvador Elizondo Pani y Alberto J. Pani, y tenía el propósito original de «fomentar la alfabetización de los niños, obreros y campesinos [... además de ser] un recurso de difusión política [y] social».
Su primera producción fue Vámonos con Pancho Villa, la cual fue un fracaso en la taquilla y requirió de una subvención del gobierno para salvar a la productora.
En 1942 la revista Cinema Reporter publicó un artículo titulado: 1942 año triunfal del cine mexicano. En él recalcaba que fue “un año de gloria” para el cine mexicano con el rodaje de cincuenta películas, de las cuales la mitad correspondió a CLASA.

## Filmografía (selectiva)
- Vámonos con Pancho Villa (1936)
- El Peñón de las Ánimas (1943)
- Doña Bárbara (1943)
- La China Poblana (1943)
- María Candelaria (1944)
- La Trepadora
- Amor (1944)
- El Corsario Negro (1944)
- La barraca (1945)
- Gran Casino (1947)
- Rosenda (1948)
- Salón México (1948)
- El joven Juárez (1954)
- La ilusión viaja en tranvía (1954)
- Macario (1960)
- Frida, naturaleza viva (1983)